# Animal Peace
Animal Peace e.V. ist eine Tierrechtsorganisation, die als gemeinnützig anerkannt ist. Sie führt sowohl legale als auch illegale Aktionen im Bereich des Tierschutzes durch.

## Geschichte
Animal Peace wurde 1986 in Frankfurt am Main von den autonomen Tierrechtlern Jacomo A. Waldherr und Andi Wolff gegründet, die auch die Vorsitzenden des Vereins waren. Der Sitz ist seit 2005 Moers, erste Vorsitzende ist Silke Ruthenberg. Nach eigenen Angaben hat der Verein etwa 5000 Mitglieder.

## Arbeit
Ziel des Vereins ist neben der Anerkennung der den Grundrechten für Menschen nachempfundenen Tierrechten auch die Forderung nach einer veganen, d. h. tierproduktfreien Ernährung. Die Mittel zur Erreichung dieses Ziels sollen nach eigenen Angaben gewaltfrei sein, sind jedoch nicht immer legal. Im Rahmen sogenannter Tierbefreiungen werden Einbrüche und Diebstähle in Tierzuchtbetrieben gefördert und selbst durchgeführt. Weiterhin gehören auch ungenehmigte Demonstrationen in Zoos zu den Aktionsformen der Organisation.
Gefordert werden für Tiere das Recht auf Leben, körperliche Unversehrtheit und Leben in Freiheit. Damit ist jede Tierhaltung zum Zwecke von Forschung, Ernährung oder Unterhaltung nicht vereinbar. Die Mitglieder des Vereins sind meist Veganer.

## Ermittlungen
Die Staatsanwaltschaft Darmstadt ermittelte 1995 wegen Betrugs und Untreue gegen Animal Peace. Nach Erkenntnissen der Kriminalpolizei Offenbach hatte die Organisation demnach in drei Jahren rund eine Million DM an Spenden eingenommen, jedoch sei nur ein Prozent der Summe für den Tierschutz verwendet worden.
Ruthenberg sagte in einem Interview mit die Welt, dass „99 Prozent unserer Ausgaben für Werbung und Aktionen draufgehen“. Das sei noch nie anders gewesen.

## Kritik
Die Organisation wird von verschiedenen Organisationen aus dem Bereich Tierschutz kritisch gesehen. So schreibt der Focus in Ausgabe Nr. 28/1995:

„Heinz Kourim, Vizepräsident im Deutschen Tierschutzbund: ‚Wir leiden, weil die so einen Blödsinn daherreden.‘ Martina Moorbach von der Konkurrenzorganisation ‚Vier Pfoten‘ aus Hamburg stellt sogar die Frage, ob Animal Peace ‚nur Öffentlichkeit oder tatsächlich etwas für die Aktion erreichen will‘. Immerhin habe sie noch nie jemanden von Animal Peace bei der schwierigen und kameraunattraktiven Lobbyarbeit in Bonn gesehen“

Anfang 2015 geriet die Organisation in die Kritik, da sie die am 8. Januar 2015 erfolgte Tötung eines Nümbrechter Landwirts durch einen Rinderbullen in einem Artikel auf einer ihrer Webseiten bejubelt habe. In dem Artikel feierte die Vorsitzende Silke Ruthenberg das Tier als „Held der Freiheit“, welches in „Nothilfe“ gehandelt habe, und bezeichnete die Bauern als „Kidnapper“, „Sklavenhalter“ und „Komplizen“. „Ein dreijähriger Bulle hat nahe Köln seinen Sklavenhalter angegriffen und tödlich verletzt“, schrieb Ruthenberg. „Wir verneigen uns vor dem Held der Freiheit. Mögen ihm viele weitere Rinder in den Aufstand der Geknechteten folgen.“ Der Deutsche Tierschutzbund distanzierte sich daraufhin von Ruthenberg: Wer den Tod eines Menschen feiere, „der gehört nicht in die Reihen des seriösen Tierschutzes, der schadet dem seriösen Tierschutz massiv“.